# شرف الدين السياغي
القاضي العلامة شرف الدين السياغي،(1180 - 1221 هـ / 1766 - 1806 م)، هو الحسين بن أحمد بن الحسين السياغي، فقيه، من فضلاء الزيدية باليمن. نشأ بحجر والده الذي كان أحد حكام صنعاء المشهورين، فدرس على يديه وعلى غيره من علماء عصره في شتى الفنون، وأجازوه، ثم ألَّف مؤلفات عدة، وله كثير من المسائل والأنظار والفتاوى.

## مؤلفاته
- الروض النضير
- المزن الماطر على الروض الناضر
- تحفة المشتاق إلى شرح ابيات المولى اسحق
- شرح به مجموع الإمام زيد بن علي شرحا نفيسا، لم يتمه.

## وفاته
تٌوفي بصنعاء يوم الجمعة 9 جمادي الأولى سنة 1221 هـ الموافق 1806 ميلادي عن عمر ناهز 40 عاماً.